# Scheldeprijs femenina
La Scheldeprijs femenina (oficialment Scheldeprijs) és una cursa professional femenina de ciclisme en ruta d'un dia que es disputa anualment a la regió de Flandes, a Bèlgica. És la versió femenina de la carrera del mateix nom i es celebra el mateix dia que la seva versió masculina.
La primera edició es va disputar al 2021 formant part del Calendari UCI Femení i fou guanyada per la neerlandesa Lorena Wiebes.

## Palmarès
| Any  | Vencedora     | Segona          | Tercera          |
| ---- | ------------- | --------------- | ---------------- |
| 2021 | Lorena Wiebes | Emma Norsgaard  | Elisa Balsamo    |
| 2022 | Lorena Wiebes | Chiara Consonni | Rachele Barbieri |
| 2023 | Lorena Wiebes | Charlotte Kool  | Chiara Consonni  |
| 2024 | Lorena Wiebes | Charlotte Kool  | Martina Fidanza  |
| 2025 |               |                 |                  |